# Phrontis (Sohn des Phrixos)
Phrontis (altgriechisch Φρόντις Phróntis; das Substantiv φροντίς phrontís bedeutet „Nachdenken“, „Fürsorge“ und „Kummer“) ist in der griechischen Mythologie der jüngst geborene Sohn des Phrixos und der Chalkiope, der Tochter des Aietes. Als Geschwister hatte er die Brüder Melas, Kytisoros sowie Argos. Pausanias erwähnt als weiteren Bruder Presbon.
Wie seine Brüder Argos, Melas und Kitysoros nahm auch Phrontis an der Argonautenfahrt teil und spielte eine gewisse Rolle. Er war es, den nach der Ankunft in Kolchis Medea jenseits des Flusses am Lagerfeuer erblickte und dem sie zurief, worauf Jason mit seinen Helden hinüberfuhr und Medeas Plan zur Erbeutung des Vlieses und zur gemeinsamen Flucht hörte. Denn Phrontis war mit seinen Brüdern in Kolchis aufgewachsen. Nach dem Tod des Vaters brachen sie auf, um die frevelhafte Behandlung ihres Vaters durch Athamas vor seiner Flucht nach Kolchis zu rächen, strandeten dabei aber auf der Insel des Ares im Schwarzen Meer. Von dort wurden sie durch Jason und die Argonauten gerettet. Als Jason erfuhr, dass Phrontis und seine Brüder Enkel des Aietes waren, überzeugte er die Brüder, mit ihm nach Kolchis zurückzukehren. Sie sollten ihm helfen, dass Goldene Vlies zu finden. Außerdem sollten sie wertvolle Informationen über Gelände und Sicherheitsmaßnahmen über Kolchis liefern können. Nachdem das Vlies erobert war, kehrten die Brüder mit den Argonauten nach Griechenland zurück.